# アレキサンダー・ティネイ
アレクサンダー・ティネイ（Alexander Tinei、1967年 - ）はハンガリーのブダペストに拠点を置く画家。モルドバ・カウシェニで生まれた。
彼はニューヨーク、ウィーン、ブダペストで個展を開催し、ロンドン、ベルリン、フランクフルト、アムステルダム、バーゼル、プラハ、アテネのグループ展に参加している。
近年の主な展覧会にフリッシラス美術館Frissiras Museum（ギリシャ）、エリカ・ディーク・ギャラリーErika Deak Galeria（ハンガリー）、サーチ・ギャラリー(イギリス)、ギャラリー・ルドルフィニムGalerie Rudolfinum（チェコ共和国）、ギャラリー・アイゲン＋アートGalerie EIGEN+ART（ドイツ）、アナ・クリスティー・ギャラリーAna Cristea Gallery（アメリカ合衆国）、ギャラリー・デュカンGalerie Dukan（フランス）などがある。

## 経歴
- 1991年、キシナウ・レーピン・ステート・カレッジ・オブ・ファイン・アート Chisinau Repin State Collage of fine arts 卒業。
- 2003年、セルビア・ベオグラードの現代美術館でグループ展"The Last European Show"に参加。オランダ・アムステルダムでグループ展"Aorta in Amisetae"に参加。
- 2006年、ハンガリーのエリカ・ディーク・ギャラリーにて個展"Where have you been?"。
- 2007年、ハンガリーのエリカ・ディーク・ギャラリーにて個展"No Distracion"。
- 2009年、第4回プラハ・ビエンナーレのMihai PopとJane Nealのキュレーション展"12 ROMANIAN AND HUNGARIAN PAINTERS"に参加[1]。また、ハンガリーのエリカ・ディーク・ギャラリーにて個展"I Collect All My Tears"。
- 2010年、アメリカのアナ・クリスティー・ギャラリーにて個展"All about me"。Ana Cristea Galleryはアートフェア「VOLTA NY」でティネイの作品を発表しました[2]。
- 2011年、アメリカのアナ・クリスティー・ギャラリーにて個展"Portraits of ambiguity"。ハンガリーのエリカ・ディーク・ギャラリーにて個展"Studiovisit (Duliskovich Bazillal)"。第5回プラハ・ビエンナーレのJane Nealによるキュレーション展"PORTRAITS OF POWER"に参加[3]。
- 2012年、ギリシャのフリッシラス美術館にて個展。
- 2013年、ハンガリーのエリカ・ディーク・ギャラリーにて個展"Why do not you say hello ever again?"。
- 2014年9月～11月、東京のアンドーギャラリーで日本初となる個展「Blue Bird」を行った。また、同年、フランスのギャラリー・デュカンにて個展"What a dream"。ハンガリーのエリカ・ディーク・ギャラリーにて個展"Papíron"。
- 2015年、ハンガリーのエリカ・ディーク・ギャラリーにて個展"A lélek, ami már a miénk (Johan Tahonnal)"。
- 2017年10月～12月、東京のアンドーギャラリーで日本で二度目の個展「Another part of me」を行った。ハンガリーのエリカ・ディーク・ギャラリーにて個展"Soul on fire"。

## 人物
- ティネイが生まれ育ったモルドバは、ソビエト連邦の一部となった当時、ロシア語を話し、ロシアの英雄たちを受け入れ、強制的に他国の文化を押しつけられてきた。ティネイは過去を振り返り、モルドバの人々はその不当な要求を何の疑いもなく受け入れていたのではないかと感じている。